# MiMüz
Die MiMüZ ("Mini-München Zeitung") ist die täglich erscheinende Spielstadt-Zeitung des Kinder-Ferien-Projekts "Mini-München". Die MiMüZ erscheint während der Spielzeit jeden Abend um ca. 16:30 Uhr und kostet 4 MiMüS. Sie wird von Kindern und Jugendlichen, die von Erwachsenen betreut und angeleitet werden, erarbeitet und produziert. Kinder schreiben die Texte, gestalten das Layout und übernehmen die Produktion und den Verkauf.

## Inhalt der MiMüZ
Die MiMüZ berichtet wie jede Lokal-Zeitung über alle aktuellen Ereignisse aus Mini-München. Ihre Mitarbeiter berichten über kommunale Wahlen, politische und wirtschaftliche Ereignisse, Gerichtsprozesse, Banküberfälle, gesellschaftliche Ereignisse wie "Mini-München sucht den Superstar", die Olympischen Spiele, das Fußballturnier, Besuch von Prominenten in Mini-München u. a. Dazu kommen Reportagen, Interviews und Amüsantes wie Horoskope, Rätsel, Witze und Psycho-Tests.
Jede Nummer von MiMüz ist gegliedert in feste Rubriken, darunter das Interview mit einem Besucher oder Betreuer, die Vorstellung des Mini-Münchner des Tages, Rückblick auf eine der Mini-München-Ausgaben seit 1979, Interview mit einem ehemaligen Mini-Münchner. Ergänzt werden diese Rubriken durch das aktuelle "Mini-München In&Out", ein "Zitat des Tages", eine "Zahl des Tages", das "Gemischtes Doppel", sowie die Übersicht "Mini-München aktuell" mit den wichtigsten Terminen und aktuellen Informationen.
In jeder Ausgabe werden Betreuer der Spielstadt vorgestellt, es gibt ein Horoskop für den nächsten Tag, Umfragen unter den Teilnehmern zu unterschiedlichen Themen,
die Rätselecke mit Sudoku, Kreuzworträtsel und Denksportaufgaben.
Jeder ersten Samstagsausgabe liegt ein eigenes Rätselheft ("Rätsel-Mimüz") bei, dazu kommen sporadische Beigaben, wie ein Fußballspiel anlässlich des Fußballturniers, ein Monopoly, ein "Mini-München-Tabu", ein "Fette Sau"-Kochbuch sowie ein Mini-München Freundschaftsband.
Tägliche Kolumnen sind "Leas Laberecke", "Raumschiff Mimüz", "Big Brother" oder "Nickerchen".

## Ehemalige
Mehrere professionelle Journalisten waren als Kinder in der Mimüz tätig:
- Patrick Schwarz, parlamentarischer Korrespondent der Zeit
- Anja Timmermann, stellvertretende Politik-Ressortleiterin der Abendzeitung
- Peter Seybold, Münchner Merkur